# Eje transversal PE-14
El Eje transversal PE-14 es uno de los veinte ejes que forman parte de la red transversal de Red Vial Nacional del Perú. Está conformado por las rutas transversales PE-14, PE-14 A (ramal), PE-14 B (variante), PE-14 C y PE-14 D. Une los departamentos de Áncash y Huánuco.

## Rutas
- PE-14: Puente Carrizales-Huaraz (Bolognesi)
- PE-14 A (ramal): Huaraz-Tingo María
- PE-14 B (variante): Anyanga-Puente Pomachaca
- PE-14 C: Empalme PE-12 A-Huari
- PE-14 D: Alpash-Huari